# NGC 4432
NGC 4432 is een balkspiraalstelsel in het sterrenbeeld Maagd. Het hemelobject werd op 22 maart 1865 ontdekt door de Duitse astronoom Albert Marth.

## Synoniemen
- UGC 7570
- MCG 1-32-68
- ZWG 42.114
- VCC 1018
- KCPG 338B
- PGC 40875